# Coproica dentata
Coproica dentata är en tvåvingeart som beskrevs av Papp 1973. Coproica dentata ingår i släktet Coproica och familjen hoppflugor.
Artens utbredningsområde är Mongoliet. Inga underarter finns listade i Catalogue of Life.